# Richard Wenzel (Maler)
Richard Wenzel (* 21. September 1889 in Darmstadt; † 26. April 1934 in Saarbrücken) war ein deutscher Maler.

## Leben und Werk
Über Kindheit und frühe Schulzeit von Richard Wenzel ist wenig bekannt. 1905 zog die Familie, wohl aufgrund einer neuen Anstellung des Vaters, von Dresden über Leubnitz-Neuostra nach Saarbrücken und wohnte dort im Haus Sophienstraße 1.
Von 1909 bis 1910 studierte Wenzel an der Dresdener Kunstakademie bei Richard Müller und Osmar Schindler. Am 20. Juni 1910 musste er die Kunstakademie verlassen, da er das Studiengeld nicht bezahlte und wenig anwesend war. Bis Februar 1911 hielt sich Wenzel noch in Dresden auf. Neben dem Studium an der Kunstakademie studierte Wenzel an der Kunstschule von Guido Richter in Dresden.
Einen Monat nach seiner Rückkehr von Dresden nach Saarbrücken wurden im März 1911 in der Kunsthandlung Schmidt (Kaiserstraße, Saarbrücken) Gemälde und Aquarelle von Wenzel ausgestellt. In  der Saarbrücker Zeitung vom 30. März 1911 heißt es hierzu: „Es steht außer Zweifel, daß wir hier Arbeiten eines Talents vor uns haben von eigner Note mit persönlichem Wollen und hohem Können […]“. Auf diese erste Einzelausstellung folgten zahlreiche weitere Ausstellungen insbesondere in Saarbrücken. Dort eröffnete Wenzel eine Malschule (Francoisstraße 11, 3. Obergeschoss; später Rotenbergstraße 10).
Zu Studienzwecken reiste Richard Wenzel nach Berlin und traf dort mit Max Liebermann zusammen. Wann genau diese Reise stattfand ist unklar; möglich sind die Jahre 1913 oder 1915. „Richard Wenzel zeichnete noch im Jahre 1927 ein Porträt von Max Liebermann zu dessen 80. Geburtstag […]. Dies zeugt von einer langjährigen inneren Verbundenheit zwischen diesen beiden Künstlern“. In den 1920er Jahren fand Wenzels Kunst immer größere Beachtung, was sich besonders durch vermehrte öffentliche Ankäufe zeigte.
1922 war Richard Wenzel Mitbegründer des Bundes Bildender Künstler an der Saar und wurde zu dessen ersten Präsidenten gewählt. Mitglieder neben Wenzel waren u. a. Albert Bohn, Heinrich von Rüden und Otto Weil.
Sein Atelier hatte Richard Wenzel im Garten seines Elternhauses, Virchowstraße 16 in Saarbrücken. 1929 hielt er das Atelier in dem Aquarell Mein Atelier fest.
In Saarbrücken war Richard Wenzel häufig Gast in Wirtschaften. Sein Alkoholkonsum stieg stark an und wirkte sich auch auf sein äußeres Erscheinungsbild aus. Wenzel brachte dies den Ruf eines Saarbrücker „Originals“ ein (lange schwarze Haare, alte Hornbrille, schlechte Zähne, schmutzige Kleidung).
Am 1. Februar 1933 setzte Wenzel die Malerin Ly Klein als Erbin seines Vermögens ein. Am 26. April 1934 starb Richard Wenzel in seinem Elternhaus an Tuberkulose und an den Folgen des Alkoholkonsums. Richard Wenzels Grab liegt auf dem Leipziger Südfriedhof in der Abteilung VIII, 11, Reihe N (Stelle 24).
1937 wurde bei der Aktion „Entartete Kunst“ ein Aquarell-Stillleben Wenzels aus dem Staatlichen Museum Saarbrücken beschlagnahmt und vernichtet.
Zu den Schülern in Richard Wenzels Malschule in Saarbrücken zählen u. a. Fritz Grewenig, Loy Walter, Max Heintz, Alfred Oestereich und Fritz Zolnhofer.

## Motivwahl
Richard Wenzels Bildmotive waren stark beeinflusst von seiner saarländischen Heimat. Er schuf zahlreiche Porträts von Bekannten und Freunden und viele Auftragsarbeiten, weiterhin Landschafts- und Stadtansichten, Stillleben, Tierbilder, Motive aus der Arbeitswelt und christliche geprägte Darstellungen. Einen weiteren wichtigen Bereich nehmen zahlreiche Selbstbildnisse ein. Auch setzte er soziale Themen künstlerisch um.

## Ankäufe
Der Stadtrat Saarbrückens kaufte 1922 für 300.000 Mark das Gemälde Industrie an. Die Kultusabteilung der Regierungskommission erwarb 1925 fünf Arbeiten Wenzels und 1929 weitere Werke. Wenzels Arbeiten befinden sich im Besitz der Saarländischen Staatskanzlei, in der Moderne Galerie des Saarlandmuseums sowie in Privatbesitz.